# Липовка (Ардатовський район)
Липовка (рос. Липовка) — село в Росії у складі Ардатовського району Нижньогородської області. Входить до складу Личадеєвської сільської ради.

## Географія
Село розташоване на лівому березі річки Теши.

## Населення
| 1999 | 2002 | 2010 |
| ---- | ---- | ---- |
| 613  | ↘532 | ↘328 |